# ヴァーツラフ (小惑星)
ヴァーツラフ (8740 Václav) は、小惑星帯に位置する小惑星。チェコのクレチ天文台でミロシュ・チヒー (Miloš Tichý) とズデニェク・モラヴェツ (Zdeněk Moravec) が発見した。
現代のチェコの中西部にあたるボヘミアの君主たち（プシェミスル家のボヘミア公ヴァーツラフ1世やボヘミア王ヴァーツラフ1世・2世・3世、そしてルクセンブルク家のボヘミア王でローマ王のヴァーツラフ4世）から命名された。チェコではヴァーツラフは一般的な男性名となっている。